# Estonska Sovjetska Socijalistička Republika
Estonska Sovjetska Socijalistička Republika (est.: Eesti Nõukogude Sotsialistlik Vabariik; rus.: Эстонская Советская Социалистическая Республика, akronim: ESSR) bila je jedna od 15 republika Saveza Sovjetskih Socijalističkih Republika.

## Povijest
Povijest te republike započela je potpisivanjem Pakta Ribbentrop-Molotov 23. kolovoza 1939. u Moskvi, odnosno događajima pred početak Drugog svjetskog rata. Po tom sporazumu su Nacistička Njemačka i SSSR dogovorno podijelili sfere utjecaja, pa su SSSR-u pripale Finska, Estonija, Latvija, Litva, istočna Poljska i Besarabija. 
S početkom Drugog svjetskog rata 1. rujna 1939. napadom Njemačke na Poljsku, Crvena armija je 17. rujna okupirala istočni dio te zemlje, a na zimu 1940. i jug Finske. Sa slomom Saveznika na zapadnom bojištu (kapitulacija Francuske, Nizozemske i Belgije), Crvena armija je u srpnju preventivno okupirala Estoniju, Latviju, Litvu i Besarabiju.
Estonska Sovjetska Socijalistička Republika proglašena je 21. srpnja 1940., a 9. kolovoza 1940. anektirana je SSSR-u. U kolovozu 1941. Treći Reich je okupirao teritorij Estonije sve do 1944. kada Sovjetski Savez ponovo zauzima isto područje u Tartuškoj i Baltičkoj ofenzivi. Većina zemalja nikad nije de jure priznala aneksiju Estonije Sovjetskom Savezu i estonska je vlada u izgnanstvu nastavila djelovati od 1944. do 1991.
Neovisna Estonija uspostavljena je 20. kolovoza 1991. godine kada je prestala postojati ESSR.

## Vanjske poveznice
- Globalni muzej komunizma - Estonija  Arhivirana inačica izvorne stranice od 11. prosinca 2010. (Wayback Machine)